# We Are the Ocean
We Are the Ocean est un groupe de post-hardcore et rock alternatif anglais, originaire de Loughton dans l'Essex. Il se sépare en 2017.

## Biographie

### Débuts (2007–2008)
Dan Brown et Jack Spence sont d'anciens membres du groupe Dead But Still Dreaming, et, une fois leur groupe séparé, forment un nouveau groupe avec de nouveaux membres. 
Ils se forment en 2007 avec Liam Cromby, Rickie Bloom et Tom Whittaker, mais toujours sous le nom de Dead But Still Dreaming. Après quelque temps, Bloom quitte le groupe et est finalement remplacé par Alfie Scully. Peu après cette formation stabilisée, le groupe décide de se rebaptiser We Are the Ocean.
Le groupe se popularise en partie grâce à son profil MySpace et est nommé meilleur nouveau groupe britannique au magazine Kerrang!, et élu meilleur groupe indépendant par les lecteurs de K!. Ils publient leur premier EP intitulé We Are the Ocean en 2008, avec 1 000 d'exemplaires écoulés en un jour.

### Cutting our Teeth(2008–2010)
We Are the Ocean tourne intensément sur tous les continents de l'Europe à l'Australie. Ils jouent à de nombreux festivals dont le Reading and Leeds Festival, le Download Festival, et devient l'un des quelques groupes britanniques à jouer au festival Bamboozle dans le New Jersey, aux États-Unis, l'un des plus grands festivals de rock alternatif/punk du monde.
We Are the Ocean commence à écrire son premier album vers décembre 2008. L'album est produit par Brian McTernan (Thrice, The Bled, Converge) au Salad Days Studio de Baltimore. Ils visaient une sortie en juin 2009, mais l'album, pour des raisons inconnues, sera repoussé à plusieurs reprises, jusqu'à novembre, puis au 25 janvier 2010, et finalement au 1er février 2010,. Le groupe réédite Cutting our Teeth en octobre 2010 en édition deluxe accompagné d'un second disque.

### Maybe Today, Maybe Tomorrow(2011–2013)

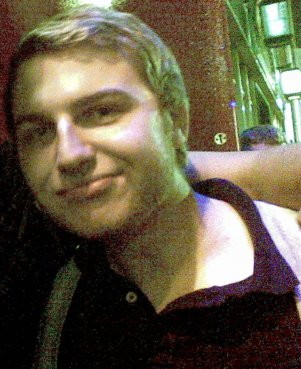
Liam Cromby, chanteur et guitariste du groupe.

We Are the Ocean enregistre son deuxième album, intitulé Go Now and Live, avec Pete Miles (The King Blues, Canterbury). Les singles issus de l'album, What It Feels Like, The Waiting Room et Runaway sont diffusés sur Radio 1, et à la télévision. L'album atteint la 45e place des classements locaux.
Le 1er mars 2012, We Are the Ocean annonce son entrée en studio en mai pour enregistrer son troisième album. Le 5 juin 2012, ils annoncent sur Facebook leur séparation avec le chanteur Dan Brown, qui devient agent artistique. Cromby sera le principal chanteur,. Brown révèle au magazine RockSound son renvoi de We Are the Ocean. Leur troisième album studio, Maybe today, Maybe Tomorrow, est publié le 17 septembre 2012 au Royaume-Uni.
Le 30 mars 2013, We Are the Ocean joue au Radstock Festival.

### Arket séparation (2014–2017)
Avec un nouveau management, le groupe publie son quatrième album, intitulé ARK, en été 2014 et publie un single éponyme en fin d'année. Ils enregistrent une session BBC Live Lounge, jouant une version acoustique la chanson et une reprise de Hey Now de London Grammar menant ainsi à la signature du groupe avec BMG/Infectious. ARK est publié le 11 mai 2015.
Après la tournée en soutien à leur nouvel album, leurs annonces se font rares. Au début de 2016, le groupe coupe les ponts avec son label sans raisons apparentes. Le 18 janvier 2017, We Are the Ocean annonce sa séparation, et une tournée d'adieu en février et mars.

## Membres

### Derniers membres
- Liam Cromby – chant, guitare rythmique, piano (2007–2017)
- Alfie Scully – guitare solo, chant (2007–2017)
- Jack Spence – basse, chœurs (2007–2017)
- Tom Whittaker – batterie, percussions (2007–2017)

### Anciens membres
- Dan Brown - chant (2007–2012)

## Discographie

### Singles
| Titre                         | Année | Meilleure position | Meilleure position | Album                       |
| Titre                         | Année | UK                 | SVK                | Album                       |
| ----------------------------- | ----- | ------------------ | ------------------ | --------------------------- |
| Nothing Good has Happened Yet | 2008  | —                  | —                  | We Are the Ocean            |
| God Damn Good                 | 2009  | —                  | —                  | We Are the Ocean            |
| Look Alive                    | 2010  | —                  | —                  | Cutting our Teeth           |
| These Days, I Have Nothing    | 2010  | —                  | —                  | Cutting our Teeth           |
| All of this Has to End        | 2010  | —                  | —                  | Cutting our Teeth           |
| Lucky Ones                    | 2010  | —                  | —                  | Cutting our Teeth           |
| What It Feels Like            | 2011  | —                  | 70                 | Go Now and Live             |
| The Waiting Room              | 2011  | —                  | 22                 | Go Now and Live             |
| Run Away                      | 2011  | —                  | 45                 | Go Now and Live             |
| Overtime Is a Crime           | 2011  | —                  | —                  | Go Now and Live             |
| Bleed                         | 2012  | —                  | —                  | Maybe Today, Maybe Tomorrow |
| The Road (Run for Miles)      | 2012  | —                  | —                  | Maybe Today, Maybe Tomorrow |

## Vidéographie
- 2007 : Save Me ! Said the Saviour
- 2008 : Nothing Good has Happened Yet
- 2009 : Look Alive
- 2010 : All of this Has to End
- 2010 : These Days I Have Nothing
- 2010 : Lucky Ones
- 2011 : The Waiting Room
- 2011 : Runaway
- 2011 : What It Feels Like
- 2011 : Overtime is a Crime
- 2012 : The Road
- 2012 : Young Heart
- 2013 : Machine
- 2013 : Chin Up, Son
- 2015 : Do It Together
- 2015 : Holy Fire
- 2015 : Good for You